# Abul Hasan
Abul Hasan (ur. 1588 lub 1589, zm. około 1630 przypuszczalnie w Agrze) – indyjski malarz miniaturzysta, działający na dworze Dżahangira (1605-1627). 

## Życiorys
Syn perskiego malarza Agha Rezy. Należał do czołowych malarzy dworskich cesarza Mogołów Dżahangira, który nadał mu tytuł Nādir al-Zamān (Cud Wieku). Tworzył w duchu rozwijanej za cesarza Akbara tradycji dworskich portretów alegorycznych. Do jego najważniejszych dzieł należą portrety cesarza Dżahangira na scenograficznie potraktowanym tle, które było wspomnieniem cesarskich snów. Realistyczne przedstawienia postaci są mieszaniną stylu malarstwa perskiego i hinduskiej tradycji, z wyraźnymi wpływami sztuki zachodu. Przykładem jest znajdujący się w Chester Beatty Library w Dublinie obraz przedstawiający cesarza strzelającego  do odciętej głowy Malika Ambara.

## Galeria

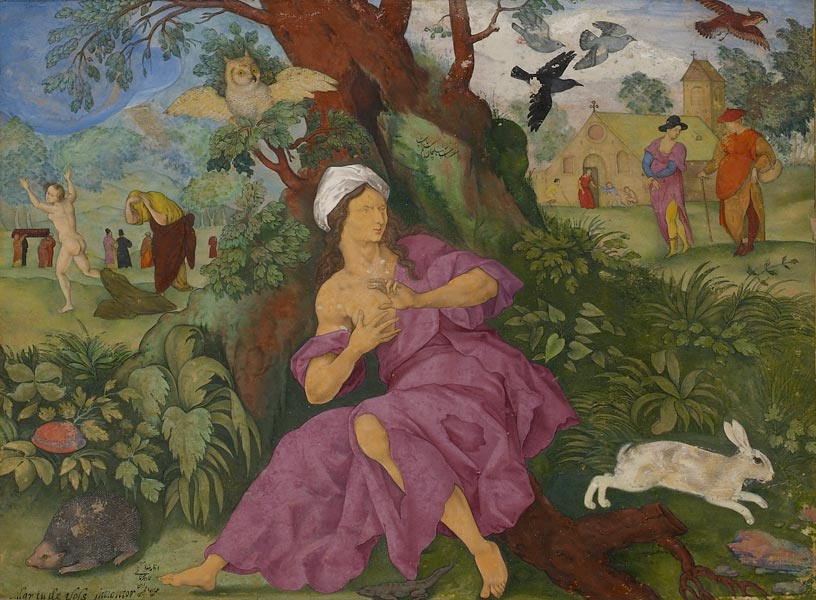
Dialektyka (pomiędzy 1602 a 1603)
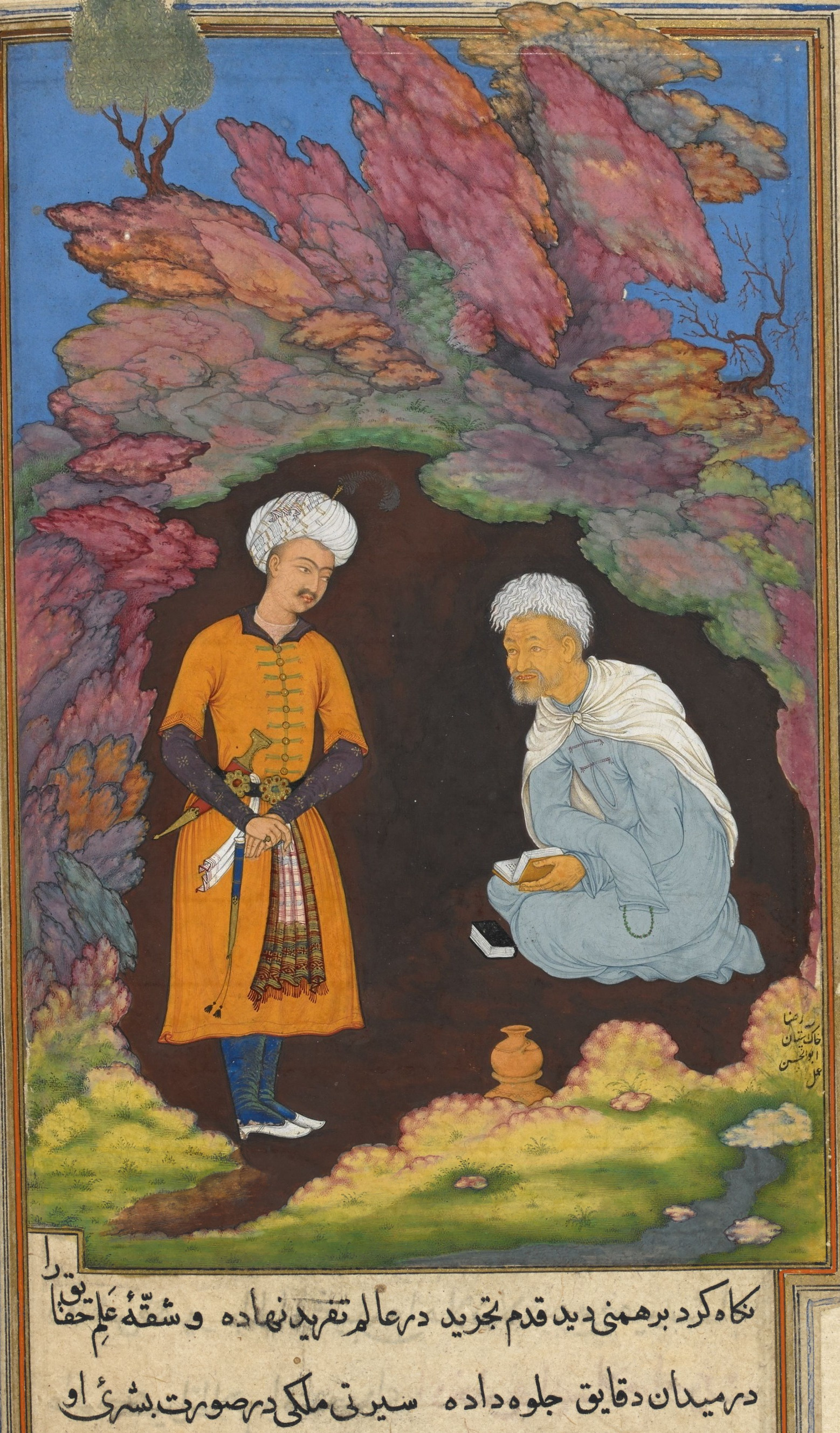
Król Dabshalim odwiedzaj bramina Bidpaja (około 1604-1610)
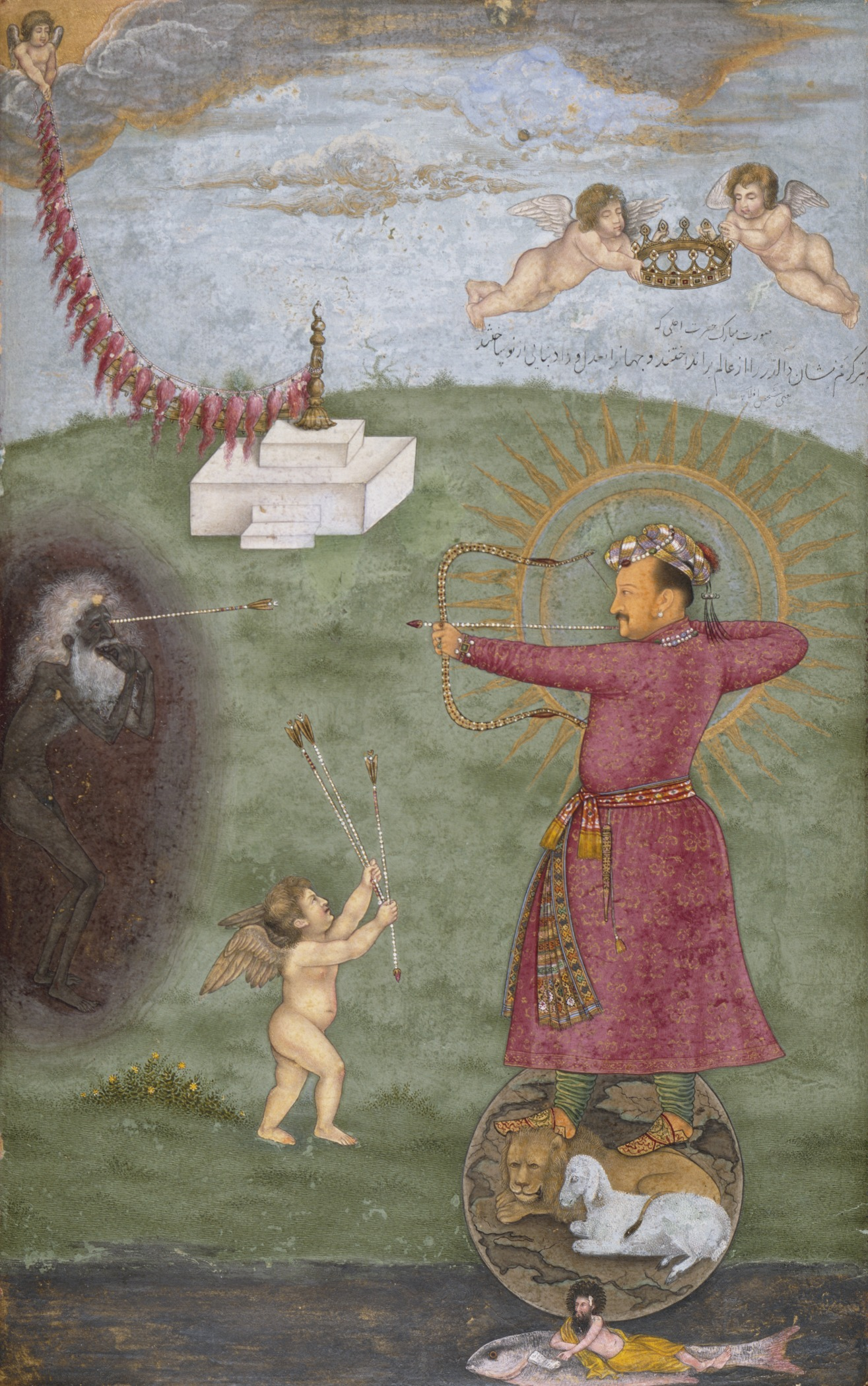
Dżahangir triumfujący nad Ubóstwem
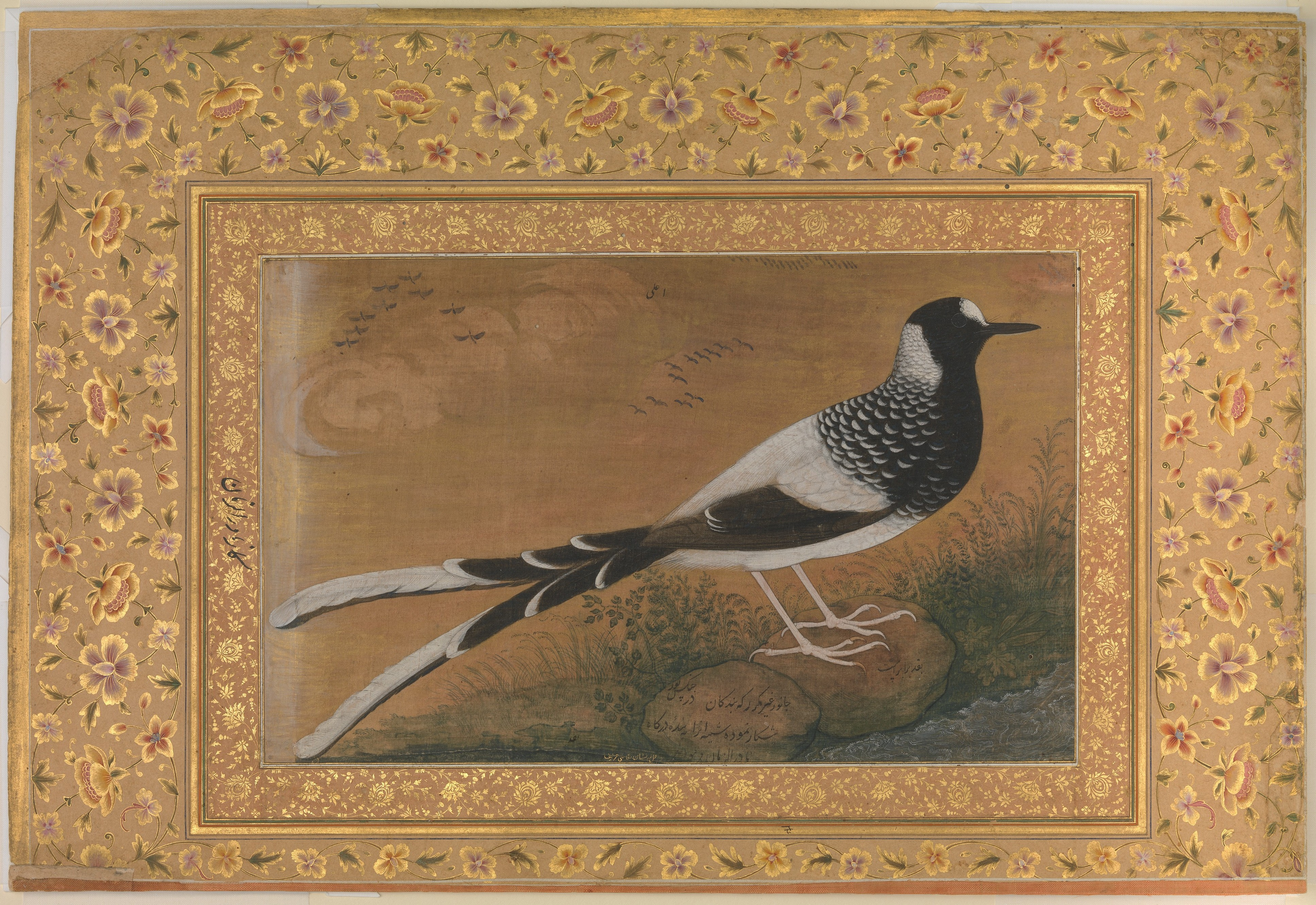
Widłogon plamisty, album Szahdżahana
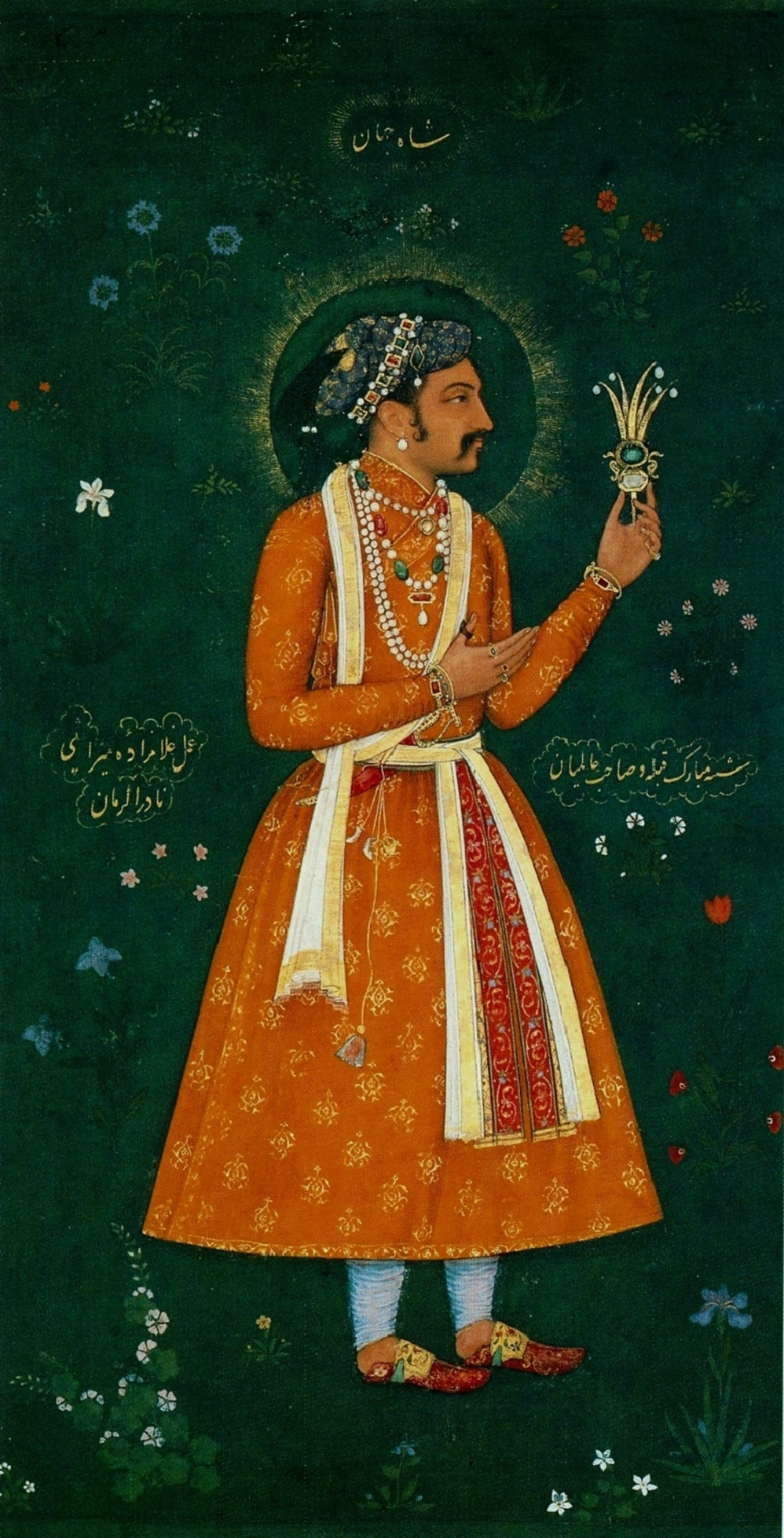
Książę Khurram (około 1616-1617)
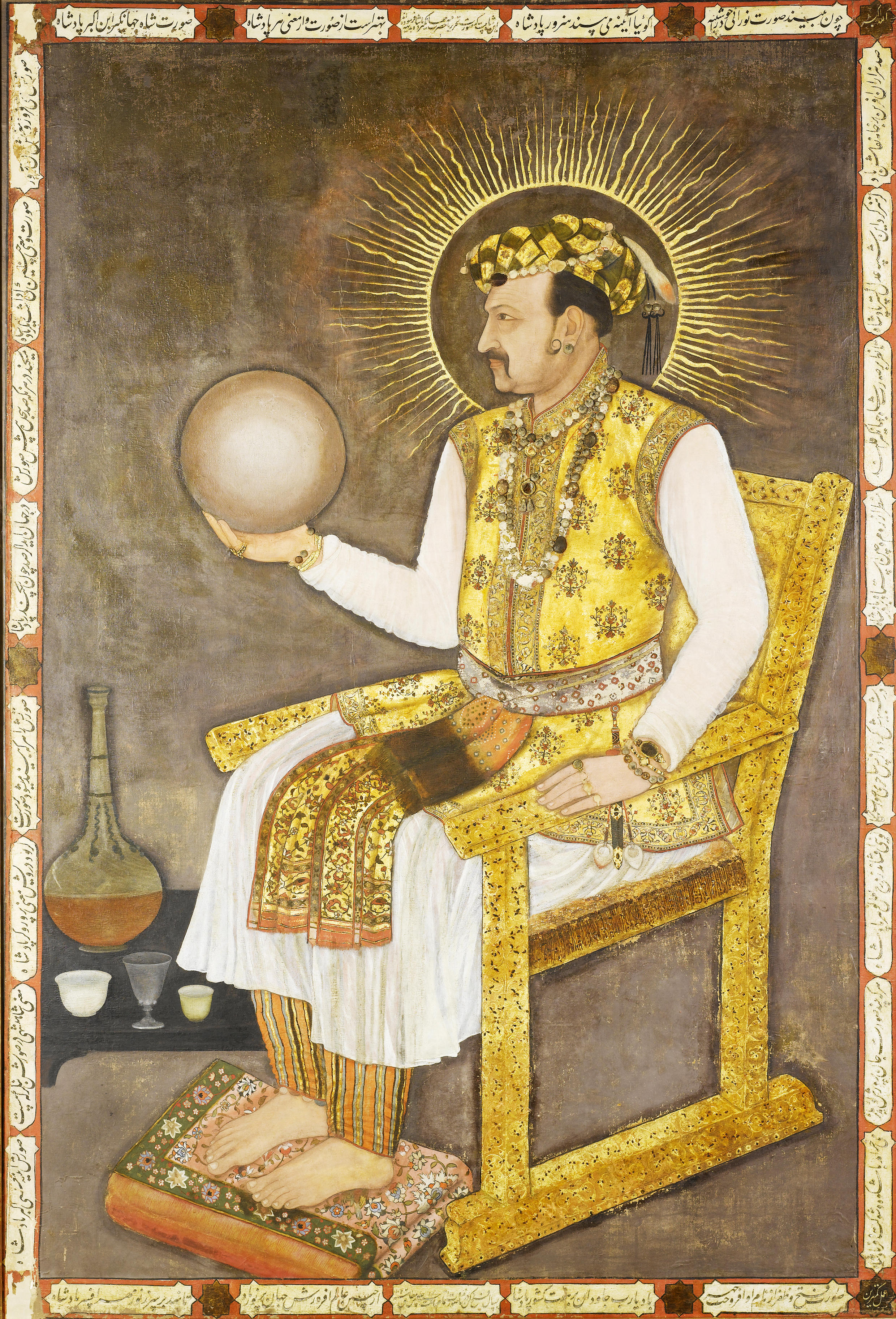
Dżahangir, 1617